# Burrage Dome
Burrage Dome är en bergstopp i Antarktis. Den ligger i Östantarktis. Nya Zeeland gör anspråk på området. Toppen på Burrage Dome är 840 meter över havet, eller 92 meter över den omgivande terrängen. Bredden vid basen är 4,1 km.
Terrängen runt Burrage Dome är huvudsakligen platt, men åt sydväst är den kuperad. Trakten är obefolkad. Det finns inga samhällen i närheten.